# 로버트 베일리 주니어
로버트 베일리 주니어(Robert Bailey Jr., 1990년 10월 28일 ~ )는 미국의 배우, 성우이다.
미니애폴리스에서 태어났다.

## 출연 작품

### 영화
- Under Wraps (1997)
- 디바의 초상화 (1999, Jackie's Back)
- Baby Bedlam (2000)
- 미션 투 마스 (2000)
- 버블 보이 (2001)
- 드래곤플라이 (2002)
- 해프닝 (2008)
- 세이브 어 라이프 (2009, To Save a Life) - 로저 도슨 역
- 코렐라인: 비밀의 문 (2009) - 와이비 로뱃 역 (애니메이션)
- High School (2010)
- From the Rough (2012) - 크레이그 역

### 텔레비전
- 베커 (1998-99)
- 닥터 슬론 (1999-2000)
- The '70s (2000)
- 나이트 시프트 (2014-17)
- 이머전스 (2019-20)
- 포 올 맨카인드 (2022-현재)